# Rosanna Crawford
Rosanna Crawford (23 maja 1988 w Canmore) – kanadyjska biathlonistka oraz biegaczka narciarska, reprezentantka kraju w zawodach Pucharu Światu, uczestniczka zimowych igrzysk olimpijskich.
Jej starsza siostra Chandra Crawford zdobyła złoty medal w biegach narciarskich w sprincie podczas zimowych igrzysk olimpijskich w 2006 r.

## Osiągnięcia

### Zimowe igrzyska olimpijskie
| Rok  | Miejscowość | Konkurencje | Konkurencje | Konkurencje | Konkurencje | Konkurencje | Konkurencje | Konkurencje |
| Rok  | Miejscowość | IN          | SP          | PU          | MS          | RL          | MR          | SR          |
| ---- | ----------- | ----------- | ----------- | ----------- | ----------- | ----------- | ----------- | ----------- |
| 2010 | Vancouver   | 76.         | 72.         | –           | –           | 15.         | nd.         | nd.         |
| 2014 | Soczi       | 67.         | 25.         | 45.         | –           | 7.          | 11.         | nd.         |
| 2018 | Pjongczang  | 26.         | 53.         | 19.         | –           | 10.         | 12.         | nd.         |

### Mistrzostwa świata
| Rok  | Miejscowość          | Konkurencje | Konkurencje | Konkurencje | Konkurencje | Konkurencje | Konkurencje | Konkurencje |
| Rok  | Miejscowość          | IN          | SP          | PU          | MS          | RL          | MR          | SR          |
| ---- | -------------------- | ----------- | ----------- | ----------- | ----------- | ----------- | ----------- | ----------- |
| 2013 | Nové Město na Moravě | 17.         | 77.         | –           | –           | 12.         | 15.         | nd.         |
| 2015 | Kontiolahti          | 87.         | 32.         | 25.         | –           | 10.         | 12.         | nd.         |
| 2016 | Oslo                 | 14.         | 29.         | 27.         | 15.         | 15.         | 11.         | nd.         |
| 2017 | Hochfilzen           | 62.         | 26.         | 43.         | –           | 16.         | 13.         | nd.         |
| 2019 | Östersund            | 63.         | 18.         | lap.        | –           | 14.         | 16.         | –           |

### Puchar Świata

#### Miejsca w klasyfikacji generalnej
| Sezon     | Miejsce |
| --------- | ------- |
| 2012/2013 | 44      |
| 2013/2014 | 25      |
| 2014/2015 | 21      |
| 2015/2016 | 32      |
| 2016/2017 | 49      |
| 2017/2018 | 43      |
| 2018/2019 | 51      |

### Mistrzostwa Europy
| Rok  | Miejscowość          | Konkurencje | Konkurencje | Konkurencje | Konkurencje | Konkurencje | Konkurencje | Konkurencje |
| Rok  | Miejscowość          | IN          | SP          | PU          | MS          | RL          | MR          | SR          |
| ---- | -------------------- | ----------- | ----------- | ----------- | ----------- | ----------- | ----------- | ----------- |
| 2008 | Nové Město na Moravě | 29.         | 34.         | 31.         | nd.         | 11.         | nd.         | –           |
| 2009 | Ufa                  | 29.         | 7.          | 16.         | nd.         | 6.          | nd.         | –           |
| 2011 | Ridnaun              | 24.         | 17.         | 13.         | nd.         | 10.         | nd.         | –           |

### Mistrzostwa świata juniorów
| Rok  | Miejscowość | Konkurencje | Konkurencje | Konkurencje | Konkurencje | Konkurencje | Konkurencje | Konkurencje |
| Rok  | Miejscowość | IN          | SP          | PU          | MS          | RL          | MR          | SR          |
| ---- | ----------- | ----------- | ----------- | ----------- | ----------- | ----------- | ----------- | ----------- |
| 2008 | Ruhpolding  | 44.         | 32.         | 16.         | nd.         | –           | nd.         | –           |
| 2009 | Canmore     | 29.         | 31.         | 24.         | –           | 7.          | nd.         | –           |

### Puchar IBU

#### Miejsca w klasyfikacji generalnej
| Sezon     | Miejsce |
| --------- | ------- |
| 2009/2010 | 99.     |
| 2010/2011 | 124.    |
| 2011/2012 | 28.     |
| 2012/2013 | 76.     |
| 2013/2014 | 153.    |